# Oscar Büdel
Oscar Büdel, auch Oscar Budel,  (* 22. Juni 1923 in Wiesen; † 28. Juni 2001) war ein US-amerikanischer Romanist und Italianist deutscher Herkunft.

## Leben
Büdel studierte in Würzburg, Frankfurt und Rom. Er wurde 1950 an der Universität Würzburg promoviert mit der Arbeit Pirandellos Dichtungen über das Theater und die Kunst-Leben-Antinomie und war von 1951 bis 1954 Lektor für Deutsch in Rom. Dann ging er an die University of Washington in Seattle und war dort von 1956 bis 1960 Assistant professor sowie von 1961 bis 1964 Associate Professor. Von 1965 bis 1987 war er Professor für Italienisch an der University of Michigan in Ann Arbor. Büdel war romanistischer Herausgeber der Zeitschrift Modern Language Quarterly. Er forschte vornehmlich über Petrarca und Pirandello.

## Werke
- Francesco Petrarca und der Literaturbarock, Krefeld, Scherpe, 1963.
- Pirandello, London, Bowes and Bowes, 1966.
- (Mitarbeit) Hans Hinterhäuser, Jahrhundertende, Jahrhundertwende. 2. Teil‚ Wiebelsheim,  Aula-Verl.,1976 (Neues Handbuch der Literaturwissenschaft 19).